# Serghei Witte

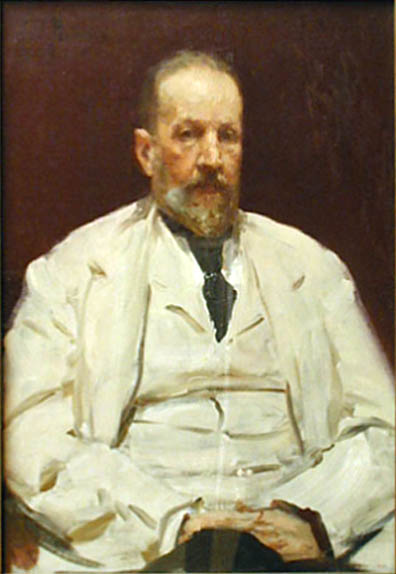
Witte – portret de Ilia Repin.

Contele Serghei Iulievici Witte (în rusă Серге́й Ю́льевич Ви́тте) (29 iunie 1849 – 13 martie 1915) a fost unul dintre cei mai influenți oameni politici care au condus industrializarea extensivă a Imperiul Rus. El a fost de asemenea autorul Manifestului din octombrie 1905, precusorul primei Constituții. A fost președinte al Consiliului de Miniștri al Imperiului Rus (prim ministru al Rusiei).
Deși despre familia Witte se crede că era de origine olandeză, documentele o arată ca fiind originară din țările baltice, într-o perioadă în care aceste teritorii făceau parte din Imperiul Suedez, mai înainte de cuceririle lui Petru cel Mare. Bunicul dinspre mamă al lui Serghei Witte a fost Andrei Mihailovici Fadeev, guvernator al Saratovului și Consilier Privat pentru Caucaz, iar bunica sa a fost prințesa Elena Dolgoruki. Fondatoarea Societății teozofice, Madame Blavațki, i-a fost verișoară primară. S-a născut și a copilărit în Caucaz, în casa părinților materni. După ce a picat examenul de admitere la Universitatea Novorossiisk din Odessa, s-a mutat la Chișinău, unde a absolvit Gimnaziul I. Din a doua încercare a fost admis la Universitatea Novorossiisk, pe care a absolvit-o în 1870, specializându-se în matematică. În deceniile al optulea și al nouălea al secolului al XIX-lea a lucrat în administrarea afacerilor private, în special în domeniul căilor ferate.

## Witte și creșterea economică a Rusiei
Witte a ocupat funcția de director al Departamentului Căilor Ferate din cadrul Ministerului de Finanțe (1889 – 1891) și în Ministerul Transporturilor (1892), unde a urmărit realizarea unui program ambițios de dezvoltare a transportului feroviar și a supervizat construirea calea ferată transsiberiană.
A fost numit ministru de finanțe în 1892, funcție pe care a deținută până în 1903. În această perioadă, Imperiul Rus a avut parte de o creștere economică fără precedent. Witte a încurajat investițiile străine și a reușit să stabilească etalonul aur pentru rublă în 1897. Witte a încurajat dezvoltarea industriei rusești, iar, ca rezultat, sectorul industrial al economiei s-a extins rapid, în special în domeniile transporturilor și exploatării metalelor și petrolului. Pentru a întări economia și a atrage mai mulți investitori străini, Witte a militat pentru limitarea puterilor autocației rusești.
Witte a fost transferat în funcția de mai mică importanță de președinte al Comitetului de Miniștri în 1903, funcție pe care a deținut-o până în 1905. Încercând să continue modernizarea economiei rusești, Witte a convocat și supervizat o Conferință Specială pentru Modernizarea Industriei Rurale. În ciuda eforturile lui, mărimea loturilor țărănești a continuat să scadă lent, iar starea de nemulțumire a crescut în rândurile populației de la sate.

## Witte și politica Imperiului Rus
Witte s-a reîntors în prim-plan în 1905, când a fost însărcinat de împărat să conducă negocierile de la sfârșitul războiului ruso-japonez. Witte a călătorit în Statele Unite ale Americii, unde au început tratativele de pace, negocierile fiind încheiate cu rezultate favorabile Rusiei. În ciuda înfrângerilor catastrofale de pe câmpurile de luptă, Rusia a pierdut foarte puțin după semnarea aranjamentelor finale.
După acest succes, Whitte a fost readus în centrul procesului decizional guvernamental, pentru a ajuta la calmarea revoltelor care au urmat masacrului din duminica însângerată de la Sankt Peterburg. A fost numit președinte al Consiliului de Miniștri în 1905. În timpul revoluției ruse din 1905, Witte a militat pentru crearea unui parlament ales prin vot universal, reformarea autocrației rusești și transformarea ei în monarhie constituțională și adoptarea primei Declarații a drepturilor cetățenești. Multe dintre aceste reforme au fost legiferate, dar nu s-a reușit înăbușirea revoltelor. Aceste tulburări și victoria partidelor de stânga în primele alegeri parlamentare rusești pentru Duma de Stat, l-au forțat pe Witte să demisioneze din funcția de prim-ministru.
Witte a continuat să activeze în politica la nivel înalt ca membru al Consiliului de Stat, dar nu a mai fost numit într-o altă funcție guvernamentală. Chiar înaintea izbucnirii primului război mondial, Witte a solicitat rămânerea Rusiei în afară conflictului. La scurtă vreme după izbucnirea conflictului mondial, Witte a murit.